# Acid Blue 15
Acid Blue 15 ist ein Triphenylmethanfarbstoff aus der Gruppe der Säurefarbstoffe.

## Gewinnung und Darstellung
Acid Blue 15 kann durch Kondensation von N,N-Diethyl-m-toluidin mit Formaldehyd und [[3-((Ethyl(phenyl)amino)methyl)benzolsulfonsäure|3-{[Ethyl(phenyl)amino]methyl}benzolsulfonsäure]] und Oxidation mit Chromsäure dargestellt werden.

## Verwendung
Acid Blue 15 wird zum Färben und Bedrucken von Leder, Wolle und Seide verwendet.

## Externe Links zu erwähnten Verbindungen
1. ↑  Externe Identifikatoren von bzw. Datenbank-Links zu 3-((Ethyl(phenyl)amino)methyl)benzolsulfonsäure:  CAS-Nr.: 101-11-1, EG-Nr.: 202-916-8, ECHA-InfoCard: 100.002.652, PubChem: 66858, ChemSpider: 60222, Wikidata: Q27272353.